# Michael Fitzgerald
Michael Fitzgerald (* 17. září 1988) je novozélandský fotbalista.

## Reprezentační kariéra
Michael Fitzgerald odehrál za novozélandský národní tým v roce 2011 celkem 3 reprezentační utkání.

## Statistiky
| Nový Zéland | Nový Zéland | Nový Zéland |
| Roky        | Zápasů      | Gólů        |
| ----------- | ----------- | ----------- |
| 2011        | 3           | 0           |
| Celkem      | 3           | 0           |